# Nidulariopsis iowensis
Nidulariopsis iowensis är en svampart som först beskrevs av L.B. Walker, och fick sitt nu gällande namn av Sanford Myron Zeller 1948. Nidulariopsis iowensis ingår i släktet Nidulariopsis och familjen jordstjärnor.   Inga underarter finns listade i Catalogue of Life.